# 마르틴 코르테스 엘 메스티소
돈 마르틴 코르테스 엘 메스티소(스페인어: don Martín Cortés el Mestizo [maɾˈtiŋ koɾˈtes el mesˈtiθo][*]: 1523년경-1595년경)는 에르난 코르테스의 서장자다. 모친은 라 말린체 도냐 마리아. 누에바에스파냐 최초의 메스티소들 중 하나로 여겨진다. 정확한 탄생일자는 알려져 있지 않다. 1529년 코르테스는 교황 클레멘스 7세에게 청원해 마르틴 등 사생아들을 적자로 인정받는 칙서를 받아냈다.
마르틴은 에스파냐에서 성장했고 청년기에 신세계로 돌아갔다. 그는 초보적 교육을 받고 산티아고 기사단 기사로 서임되었으며 펠리페 2세의 종자가 되어 전장에 종군하기도 했다.
1562년, 마르틴과 그 이복동생 마르틴 코르테스 수니가 델 옥사카계곡 후작은 서로 작당하여 부왕을 축출할 음모를 꾸몄다는 혐의로 체포되었다. 마르틴은 고문을 받은 뒤 에스파냐 본국으로 추방되어 거기서 죽었다.

## 같이 보기
- 에르난 코르테스